# 男おばさんJr
『男おばさんJr.』（おとこおばさんジュニア）は、2007年9月15日から2011年11月まで放送されていたフジテレビONEの番組『フジアナスタジオ まる生』内のコーナーの名称、また同コーナーのMCのことを指す。別名『まる生ハンサム部』。

## 出演者
- 渡辺和洋（フジテレビアナウンサー）
- 田中大貴（出演当時はフジテレビアナウンサー）

## 番組概要
- 同コーナーは、現在『フジアナスタジオ まる生』（以下、『まる生』）にて放送中の『男おばさんのコーナー』（軽部真一・笠井信輔）の弟分的存在にあたる。
- 基本的に『男おばさんのコーナー』の後に放送される。
- 『男おばさん』と同様に、以下のことを行う。
  - 5分間砂時計で10分間計りながら進行する。
  - コーナー開始直後には、『まる生』当日MCへのツッコミ、近況報告が行われる。
  - 敬称を略され、通称『男おばJr.（おとおばジュニア）』と呼称される。
- モットーは『（「男おばさんのコーナー」に）追いつけ、追い越せ』、『しゃべる男は、カッコイイッ!』。

## コーナー紹介
番組当初は『男おばさん』とは一線を画しており、渡辺・田中両アナそれぞれの恋愛観を軸に雑多トークが繰り広げられることになっていたが、現在はそれ以外のトークも繰り広げられている。
Jr.の映画で気持ちイイ恋したい!
渡辺・田中が毎回紹介される1本の映画を通して、それぞれの立場（30代既婚・20代未婚）から互いの恋愛観を元に恋愛について熱く語るコーナー。
男おばJr.的 注目写真集
毎回、ランダムにピックアップされた注目のグラビア写真集を渡辺・田中が独断と偏見で批評し、独自の「主観チャート」（タイトル・アピール・お得感・ストーリー・胸キュンの各項目5点ずつ25点満点）で採点するコーナー。
睡眠マニア
睡眠好きな渡辺が、快適に眠ることのできるグッズを紹介するコーナー

## 来歴・エピソード
2007年
- 6月30日、田中が『まる生』のMCを同期の戸部洋子と務めた際、「1度若手で男おばさんをやりたい」と冗談交じりに話していた。

- 8月11日、『フジアナスタジオ まる生2007真夏の打ち上げ花火4時間スペシャル!!』で放映された「男おばさんサマートークライブ2007」にて結成することを発表。司会の軽部真一・笠井信輔には何も知らされておらず、突然、渡辺・田中が登場するというサプライズ企画となっていた。

- 8月25日、『まる生』放送中、コーナー宣伝のため（知人のスタジオ見学付き添いも兼ねて）スタジオを訪れていた田中アナが乱入という形で急遽スタジオに登場。当日MCの渡辺、秋元優里、生野陽子の中に加わり、本目的であったコーナーの宣伝とコーナー開始に至るまでの経緯（以前の冗談話がきっかけで企画が立ち上げられたこと）を明かした。

- 9月15日、『まる生』にてこの日初放映となった「男おばさんJr.のコーナー」のVTR明け、当日MCの梅津弥英子がグラビア写真集を前に本能剥き出し、興奮気味に話す2人（渡辺・田中）を“ケダモノ”呼ばわり。今後のコーナー存続を早くも危惧していたが、最終的には応援する立場を見せていた。また、同コーナーにて田中は、自分達が『男おばさんJr.』であることから、本家の方を『男おばさんSr.（シニア）』と呼んだ。

- 10月1日更新分、フジテレビホームページ内、アナウンスマカジンの「this week's FACE」に起用された。

- 11月20日更新分、同上、アナウンスマカジンの「アナルームニュース」に田中が「NO TALK, NO LIFE!!」というタイトルで、『男おばさんJr.』に関する記事を書いた。

- 12月22日、『まる生』300回記念5時間スペシャルで、初の15分拡大スペシャル。また、夏のスペシャル(上記参照)以来の本家「男おばさん」とのコラボレーションが実現した。

2010年
- 4月、『まる生』レギュラーコーナーとしての「男おばさんJr」は終了。後継の「まる生○○部」コーナーの中でハンサム部として以後、不定期出演。

2011年
- 10月22日、この日の放送で当番を務めていた渡辺らから『まる生』レギュラー放送の終了が発表される。
- 11月19日、『まる生』レギュラー放送の最終回。渡辺・田中のコンビ・男おばさんJr（まる生ハンサム部）は事実上の活動休止となる。

## 備考
- 渡辺・田中のコンビは2007年7月28・29日放送の『FNS27時間テレビ みんな“なまか”だっ!ウッキー!ハッピー!西遊記!』でインフォメーションアナとして既にコンビを組んでいた。

- 『晴れたらイイね!』のロケの際、いつも深夜まで話し込んでいるらしい（本人談）